# Бутилкоподобен торбоуст
Бутилкоподобните торбоусти (Saccopharynx ampullaceus) са вид актиноптери от семейство Saccopharyngidae.
Те са незастрашен вид.